# Milano trema: la polizia vuole giustizia
Milano trema: la polizia vuole giustizia è un film poliziottesco del 1973 diretto da Sergio Martino, scritto da Ernesto Gastaldi.

## Trama
Giorgio Caneparo è un commissario di polizia dai metodi piuttosto spicci: proprio a causa del suo modo di comportarsi è stato appena trasferito da Milano a Novara. Una mattina, rientrando dal servizio notturno, viene chiamato per intervenire nella cattura di due detenuti evasi dal treno che, durante una traduzione,  hanno brutalmente assassinato i carabinieri della scorta, nonché un padre con giovane figlia al quale rubano l'auto. I fuggiaschi si rifugiano in un'area rurale ma vengono presto individuati dalle forze dell'ordine; quando si arrendono alzando le mani in segno di resa, Caneparo li uccide comunque entrambi.
Rispedito a Milano, Caneparo viene accolto con una serie di ammonimenti dal suo collega e amico commissario Del Buono, che gli rivela anche la sua indagine in corso su una serie di rapine in tutto il nord Italia, dietro le quali sospetta che si nasconda una misteriosa organizzazione. Di lì a poco, mentre rientra a casa, Del Buono viene freddato da un killer. A causa dell'omicidio dei due detenuti Caneparo è stato sospeso dal servizio, ma decide di indagare autonomamente sull'omicidio del collega.

Luc Merenda e Richard Conte interpretano il commissario Caneparo e il Padulo

Per condurre le sue indagini Caneparo decide di infiltrarsi nella malavita, dapprima ingraziandosi le simpatie di una prostituta, così da far credere agli altri di essere un magnaccia. Si fa raccomandare poi da un delinquente detto Monsùmerda alla banda di criminali che organizza le rapine. Conosce così il Padulo, l'organizzatore dei vari colpi, al quale si propone come autista, ma che, sospettoso, rifiuta. Stringe amicizia anche con una ragazza disadattata di nome Maria (da lui chiamata Maria "Ex"), che ha una relazione con un uomo legato all'organizzazione.
Il Padulo organizza una rapina in banca, affidandola a tre dei suoi uomini su una Citroën DS nera. Caneparo intercetta le radio della polizia facendo intervenire alcune volanti sul posto, mandando così a monte il colpo. Parte un inseguimento durante il quale i tre rapinatori perdono la vita insieme ai due ostaggi. Successivamente il Padulo decide di concedere una prova di guida al poliziotto sulla sua Iso Grifo. Stupitosi della sua bravura, lo recluta immediatamente. Effettuano così un'altra rapina in banca, che riesce perfettamente, ma il capo dei rapinatori uccide una donna incinta che aveva urlato. Anche in questo caso scatta l'inseguimento, con Caneparo alla guida di una BMW 1800. Una volta seminati i poliziotti, il commissario decide di portare i suoi tre complici direttamente in questura, rivelando così la sua identità di poliziotto. Il capo dei rapinatori viene ucciso da alcuni agenti, mentre gli altri due vengono arrestati. Riconosciuta la sua eroica azione viene reintegrato in servizio.
Continuando ad indagare scopre che il Padulo è in realtà il dottor Salussoglia, noto professionista di Bergamo, e cerca in tutti i modi di fare venire a galla la sua identità criminale ma senza fortuna.

Caneparo, furibondo, rintraccia Salussoglia e i due incominciano a picchiarsi: durante la rissa Salussoglia cade sbattendo violentemente la testa. In ospedale viene dichiarata la morte cerebrale e Caneparo diventa ufficialmente ricercato per tentato omicidio. Il commissario, accortosi della presenza di un sigaro identico a quelli che fumava Salussoglia in casa di Viviani dove si era rifugiato, capisce il suo coinvolgimento e gli fa credere che Salussoglia sia ancora vivo e che la sua morte cerebrale sia soltanto un trucco per tranquillizzare l'organizzazione in attesa di interrogarlo.
Viviani cade nel tranello e manda in ospedale lo stesso killer che aveva ucciso Del Buono ad uccidere Salussoglia, prima di essere a sua volta ucciso da Caneparo, che rimane ferito nella sparatoria. Acclamato come un eroe, il commissario riceve la visita di Viviani che gli accenna sia la sua partecipazione all'organizzazione che i suoi scopi, ossia quelli di seminare il terrore in tutta Italia, con l'obiettivo di attuare un golpe: Viviani gli propone di farne parte, ricevendo l'assenso di Caneparo. Dopo essere stato dimesso dall'ospedale raggiunge Viviani, comunicandogli che in realtà non vuole fare parte dell'organizzazione e che intende vendicare i tanti morti: l'ex collega fugge in automobile e nell'inseguimento cade in una scarpata morendo. Caneparo, sapendo di avere agito al di fuori della legge, si consegna nelle mani degli agenti arrivati sul posto.

## Produzione

### Riprese
Le scene iniziali del film sono state girate a Novara, si riconoscono chiaramente il duomo e i porticati del centro della città.

## Accoglienza

### Incassi
Milano trema: la polizia vuole giustizia fu distribuito nelle sale il 22 agosto del 1973 ed ebbe un ottimo risultato commerciale, incassando 1.162.424.000 lire dell'epoca.

### Critica
Il film ebbe una tiepida accoglienza dalla critica, perché apparve essere lo stereotipo dai tratti assai banali del genere poliziesco dei primi anni settanta.

## Curiosità
- Alcune scene di inseguimento sono state riutilizzate in Milano odia: la polizia non può sparare di Umberto Lenzi, uscito un anno dopo e che verranno riutilizzate in Roma a mano armata, sempre di Umberto Lenzi, uscito tre anni dopo.